# Izernène
Izernène é uma vila na comuna de Tamanrasset, no distrito de Tamanrasset, província de Tamanghasset, Argélia. Se localiza nas montanhas de Hoggar a 28 quilômetros (17 milhas) a nordeste da cidade de Tamanrasset.